# Wenceslaus II van Legnica
Wenceslaus II van Legnica (1348 - Otmuchów, 30 december 1419) was een Silezisch hertog en bisschop. Hij was een zoon van Wenceslaus I van Legnica en van Anna van Teschen.
Wenceslaus studeerde in Montpellier en was sinds 1368 kanunnik in Breslau. Met pauselijke dispensatie (hij had nog niet de kanonieke leeftijd bereikt), werd hij in 1375 bisschop van Lebus, maar verbleef in Fürstenwalde, omdat de kathedraal van Lebus in 1373 verwoest was door de troepen van keizer Karel IV. In 1382 werd hij verkozen tot prins-bisschop van Breslau, maar hij weigerde een verheffing tot kardinaal. In 1409 werd hij ook hertog van Legnica.